# جیسون کمبل
جیسون کمبل (انگلیسی: Jason Campbell؛ زادهٔ ۳۱ دسامبر ۱۹۸۱) بازیکن فوتبال آمریکایی اهل ایالات متحده آمریکا است.
از باشگاه‌هایی که در آن بازی کرده‌است می‌توان به واشینگتن ردسکینز، شیکاگو بیرز، اوکلند ریدرز، و کلیولند براونز اشاره کرد.